# Парк (тауншип, Миннесота)
Парк (англ. Parke) — тауншип в округе Клей, Миннесота, США. На 2000 год его население составило 450 человек.

## География
По данным Бюро переписи населения США площадь тауншипа составляет 93,3 км², из которых 88,3 км² занимает суша, а 5,0 км² — вода (5,33 %).

## Демография
По данным переписи населения 2000 года здесь находились 450 человек, 167 домохозяйств и 134 семьи.  Плотность населения —  5,1 чел./км².  На территории тауншипа расположено 227 построек со средней плотностью 2,6 построек на один квадратный километр. Расовый состав населения: 99,11 % белых, 0,22 % афроамериканцев, 0,44 % коренных американцев и 0,22 % азиатов.
Из 167 домохозяйств в 35,9 % воспитывались дети до 18 лет, в 75,4 % проживали супружеские пары, в 1,8 % проживали незамужние женщины и в 19,2 % домохозяйств проживали несемейные люди. 16,8 % домохозяйств состояли из одного человека, при том 5,4 % из — одиноких пожилых людей старше 65 лет. Средний размер домохозяйства — 2,69, а семьи — 3,06 человека.
26,0 % населения — младше 18 лет, 7,1 % — в возрасте от 18 до 24 лет, 22,4 % — от 25 до 44, 33,3 % — от 45 до 64, и 11,1 % — старше 65 лет. Средний возраст — 41 год. На каждые 100 женщин приходилось 125,0 мужчин.  На каждые 100 женщин старше 18 приходилось 114,8 мужчин.
Средний годовой доход домохозяйства составлял 51 094 доллара, а средний годовой доход семьи —  58 036 долларов. Средний доход мужчин —  38 542  доллара, в то время как у женщин — 27 000. Доход на душу населения составил 22 207 долларов. За чертой бедности находились 1,6 % семей и 3,7 % всего населения тауншипа, из которых 5,6 % младше 18 и 7,7 % старше 65 лет.